# 杜安·奧爾曼
杜安·奧爾曼(英語：Duane Allman)又譯為杜恩·歐曼，全名為霍華德·杜安·奧爾曼(英語：Howard Duane Allman)是美國著名的藍調吉他手、歌手和錄音工作室音樂家，也是歐曼兄弟樂團的共同創始團員和領導人物。1971年他24歲時，在一場摩托車車禍事故中去世。
歐曼兄弟樂團於1969年在佛羅里達州傑克遜維爾成立。該樂團在1970年代早期取得巨大的演出成功，歐曼兄弟樂團最美好的記憶是，杜安·奧爾曼當時為樂團雖然短暫卻有影響力的演奏，尤其是他傑出的幻燈片吉他彈奏和有創作質量的即興演奏技巧。在滾石雜誌2003年選拔的有史以來最偉大一百名吉他手中，奧爾曼被列名第二名，僅次於吉米·亨德里克斯。在2011年滾石雜誌重新選拔，史上一百大吉他手奧爾曼則被列在第9名。他彈奏吉他技巧的音色，是使用Gibson Les Paul電吉他和2個50瓦特低音馬歇爾音箱)，他被吉他手雜誌選為有史以來最偉大的一個。
他在歐曼兄弟樂團組團之前和在樂團期間，同時是一位很受歡迎的錄音工作室彈奏吉他的樂師，杜安·奧爾曼與King Curtis、Aretha Franklin、Wilson Pickett和Herbie Mann等明星都一起合作錄製過唱片。他還參與艾瑞克·克萊普頓成立的德雷克和多米諾樂團的錄音演奏，正式成為樂團成員，共同完成了1970年的專輯《萊拉和其它情歌》。
杜安·奧爾曼的吉他技巧，除了個人優異彈奏的素質，及彈奏吉他的強度和動力，並且能夠在錄製音樂時，充分配合其他樂手，而發揮整體現場演出或錄音的良好效果。在當時他仍然屢屢被人稱呼和提起他的綽號“Skydog”，因為大家認為他的吉他技藝高過任何一般人。

## 外部連結
- Duane Allman.com （页面存档备份，存于）
- Duane Allman on allmanbrothersband.com
- Duane Allman.info （页面存档备份，存于）
- DuaneAllmanJournal.blogspot.com （页面存档备份，存于）
- In memory of Duane Allman: 35 years after his death, Skydog still among rock's very best guitarists （页面存档备份，存于）, on MSNBC
- The 100 Greatest Guitarists of All Time （页面存档备份，存于）
- Georgia House of Representatives SR653, designating Duane Allman Boulevard and Raymond Berry Oakley Bridge （页面存档备份，存于）
- 在Find a Grave上的杜安·奧爾曼
- Macon, GA Motorcycle Accident Kills Duane Allman, Oct 1971, GenDisasters.com
- Inducted into the Rock & Roll Hall of Fame 1995 （页面存档备份，存于）